# Ballades en jargon
Les ballades en jargon, publiées sous le nom de François Villon et sous le titre Ballades en jargon par André Lanly  dans un volume à part en 1971 (Paris, Champion), forment un ensemble de onze ballades, composées dans la seconde moitié du XVe siècle. Réunies et numérotées de I à XI par plusieurs éditeurs modernes, ces ballades se divisent en fait en deux groupes :

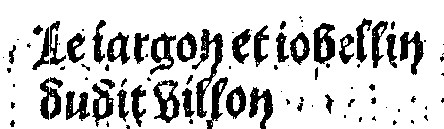
Titre de la série des ballades en jargon dans l'édition Levet (1489)

- Les ballades I à VI figurent, sous le titre Le jargon et jobellin dudit Villon, dans la première édition connue des œuvres de Villon, imprimée en 1489 par Pierre Levet. Une reproduction d'un des exemplaires de cette édition est accessible sur le site Gallica de la Bibliothèque nationale de France.

- Les ballades VII à XI, reproduites et traduites pour la première fois par Auguste Vitu dans son Jargon du XVe siècle en 1883-1884, sont réunies sans titre et sans nom d’auteur dans le «manuscrit de Stockholm», copié après 1477 et conservé à la Bibliothèque Royale de Stockholm[2] ; elles y forment une série à part entre un florilège de ballades anonymes de différents auteurs s’achevant sur la Ballade des proverbes de Villon et une série de rondeaux anonymes qui précèdent des poèmes explicitement attribués à Villon (en commençant par le Lais), eux-mêmes suivis de textes de différents auteurs.

## Le jargon duXVesiècle
Entre le XIIIe et le XVIIIe siècle, le mot jargon a servi, entre autres, à désigner le langage, jugé secret ou difficile à comprendre, de groupes de gens considérés comme vivant plus ou moins fortement en rupture avec l'ordre social (bandits, tricheurs, voleurs, mendiants, merciers ambulants, etc.). À partir du XVIIIe siècle, il a peu à peu été supplanté dans cet emploi par le mot argot qui n'avait pas du tout, au départ, cette signification.
Le premier recensement assez étendu d'un jargon de bandits se trouve dans les archives du procès qui s'est ouvert en 1455 à Dijon contre les Coquillards (membres de la bande de la Coquille), dans la liste desquels les autorités judiciaires ont fiché Regnier de Montigny, clerc parisien devenu « mauvais garçon » et évoqué succinctement par Villon dans le Lais. C'est Marcel Schwob qui, en 1890-1892, a redécouvert, déchiffré, signalé et publié en extraits les pièces du procès et il a établi, à partir du vocabulaire jargonnesque de ces bandits consigné par les autorités, qu'une vingtaine de termes, à commencer par coquillard, étaient communs au document judiciaire et à l'une ou aux deux séries de ballades, ce qui a permis aux éditeurs-traducteurs modernes de celles-ci de réviser ou de conforter certains points de l'interprétation traditionnelle depuis 1489.

## Rapprochements entre les deux séries de ballades
Les deux séries de ballades sont composées en jargon et ont, chacune séparément ou les deux ensemble, des termes déjà utilisés dans celui des Coquillards. Elles parlent de thèmes communs. Leurs deux ballades initiales (I et VII) ont plusieurs vers dont les similitudes ne peuvent être fortuites, ce qui a engendré de la part des commentateurs des hypothèses s'efforçant de déterminer si c'est la série Levet ou la série Stockholm qui est la première. La ballade I présente, par rapport à la ballade VII, une métrique chaotique, ce qui pourrait s'expliquer par une tentative de refonte ou d'imitation en lien avec cette dernière qui serait alors première... Le débat n'est pas clos.

## Le jargon et jobellin dudit Villon
La série de six ballades non titrées publiée par Pierre Levet en 1489 parmi les œuvres de François Villon est également annoncée sous le titre Le jargon et ses ballades sur la première page de l'imprimé et rappelée dans la dernière par la formule « Ses ballades et jargon ».

### Localisation
Le Jargon et jobelin ne se trouve dans aucun des manuscrits anciens contenant des copies d'œuvres de Villon. Le texte de Levet (1489) passe donc pour le premier témoin du texte original, même si plusieurs éditions imprimées de la même époque (1489-1532) en offrent des versions légèrement divergentes (avant tout syntaxiquement, lexicalement et métriquement), mais avec la même succession et dans la même configuration (placée après le Testament et des poésies diverses du poète réunies sous le titre Codicille, la série en jargon précède le Lais).

### Succession des ballades
Pour chaque ballade, sont donnés ici le premier vers (incipit) et le vers du premier refrain, avec le texte exact de la version Levet (la numérotation est moderne) :
1. Ballade I

Incipit : Aparouart la grant mathegaudie

Refrain 1 : Eschec eschec pour le fardis
2. Ballade II

Incipit : Coquillars enaruans a ruel

Refrain 1 : Dont lamboureux luy rompt le suc
3. Ballade III

Incipit : Spelicans

Refrain 1 : Par les sires qui sont si longs
4. Ballade IV

Incipit : saupicquez fronans des gours arquez

Refrain 1 : Et gardez les coffres massis
5. Ballade V

Incipit : Ioncheurs ionchans en ioncherie

Refrain 1 : Par la poe du marieux
6. Ballade VI

Incipit : Contres de la gaudisserie

Refrain 1 : Et leur faisant faire la moe

### Interprétation traditionnelle
Sans doute gêné par les défectuosités des textes imprimés depuis 1489 et par la difficulté à interpréter certains mots, le poète Clément Marot, en 1533, a choisi de publier les œuvres de Villon sans le Jargon et jobelin, mais en notant avec humour dans sa préface : « Touchant le iargon, ie le laisse a corriger & exposer aux successeurs de Villon en l'art de la pinse et du croq. » Il désignait ainsi clairement les voleurs, en se souvenant que Villon avait eu cette réputation, non usurpée (participation au vol au collège de Navarre en 1456).
Depuis lors, la quasi-totalité des éditeurs, traducteurs et commentateurs des ballades du Jargon et jobelin, conformément au sens du mot jargon entre le XIIIe et le XVIIIe siècle, ont interprété celles-ci en termes de délinquance, d'escroquerie et de criminalité, même s'ils ne se rejoignent pas toujours ni sur la signification exacte de nombreux passages ni sur le sens à donner à ces poèmes énigmatiques.
Quant au mot jobelin, on le définit généralement comme désignant un jargon en rapport avec toutes sortes de tromperies, ce que confirme l'article JOBELIN du Dictionnaire du moyen français en ligne du laboratoire ATILF du CNRS (version 2012).

### Autres lectures?
En 1968, le linguiste Pierre Guiraud a cru pouvoir discerner dans le Jargon et jobelin dudit Villon, en plus de l'interprétation traditionnelle en termes de délinquance et de criminalité en lien avec les Coquillards, une version sous-jacente concernant des tricheurs aux jeux de cartes et, encore plus cachée, une autre en rapport avec des duperies, voire des agressions, d'homosexuels. De 1968 à nos jours, tous les éditeurs-traducteurs de la série de Levet, isolément ou avec celle de Stockholm, s'en sont tenus à des variations sur la seule interprétation traditionnelle, sauf Thierry Martin qui, en 1998, a privilégié le contenu de la version la plus profonde de Guiraud en l'élargissant aux onze ballades et en substituant à la version de Guiraud, pessimiste et désabusée quant aux relations homosexuelles (« on est toujours possédé »), une suite de jeux érotiques homosexuels exprimés crûment. Cette nouvelle lecture, peu compatible avec les descriptions des dictionnaires tant d'ancien et de moyen français que d'argot ancien, n'a été reprise depuis par aucun autre éditeur-traducteur.

### Attribution à Villon
Outre la présence de la série parmi les œuvres du poète dans l'édition Levet et l'attribution explicitement faite dans celle-ci par le titre, le principal argument jouant en faveur de la thèse de la paternité de Villon sur le Jargon et jobelin dudit Villon malgré les faiblesses reconnues de ces ballades (voir Paul Barrette, 1977), c'est le rapprochement, parfois contrastif :
- de la ballade I (« noirciz », « cinq ou six », « au plus hault bout assis », « mis au vent », « du tout a neant ») avec la Ballade des pendus,
- de la ballade II (« a ruel », « Que ny laissez et corps et pel », « collin lescailler », où l'on reconnaît Colin de Cayeux, complice de Villon dans le vol au collège de Navarre) avec la « Belle leçon aux enfants perdus » du Testament,
- de la ballade II également, par son évocation de la pendaison de Regnier de Montigny, datable de 1457, avec l'allusion à ce dernier, mais sans mention de délinquance ni de criminalité, dans le Lais (1456) .

## Les cinq ballades du manuscrit Fauchet
Le manuscrit de Stockholm (fin XVe siècle) est appelé « manuscrit Fauchet » (abrégé en « manuscrit F »), du nom du président Claude Fauchet qui en a été propriétaire à la fin du XVIe siècle. Selon Marcel Schwob, celui-ci a inséré sur un feuillet de garde une table des matières annonçant en 1 « balades », en 2 « balades en iargon » et en 3 « rondeaux », avant les œuvres de Villon suivies par celles de différents auteurs, et il a ajouté en marge la mention « jargon » au début de chacune des cinq ballades, mais en prenant apparemment un peu vite la ballade I (VII dans la numérotation actuelle) pour la ballade I de l'édition Galiot du Pré de 1532 (même agencement que l'édition Levet et texte en gros similaire, mais infidèle dans le détail).

### Localisation
La série des ballades en jargon du manuscrit Fauchet ne se trouve dans aucun des autres manuscrits anciens ni dans aucun incunable contenant des copies d'œuvres de Villon. Le manuscrit de Stockholm est donc le seul et unique témoin du texte original. En outre, comme le copiste a été, dans son travail, assez souvent négligent et peu respectueux des œuvres, les éditeurs-traducteurs depuis Vitu se sont perdus en conjectures de déchiffrage et d'interprétation.

### Succession des ballades
Pour chaque ballade, sont donnés ici le premier vers (incipit) et le vers du premier refrain, avec le texte brut (plausible) du manuscrit (la numérotation de VII à XI est moderne) :
1. Ballade VII

Incipit : En parouart la grant masse gaudye

Refrain 1 : mais le pis est mariage men passe
2. Ballade VIII

Incipit : Uous qui tenez uoz terres et uoz fiefz

Refrain 1 : anges bossus rouastres et scaricles
3. Ballade IX

Incipit : Ung gier coys de la uergne cygault

Refrain 1 : pour les duppes faire brouer au mynsse
4. Ballade X

Incipit : Brouez benards eschecquez à la saulue

Refrain 1 : ionc uerdoiant haure du marieulx
5. Ballade XI

Incipit : De deuers quay par ung temps diuernois 

Refrain 1 : pour maintenir la ioyeuse folye

### Interprétation traditionnelle
Depuis Vitu, la quasi-totalité des éditeurs, traducteurs et commentateurs des ballades en jargon du manuscrit Fauchet, conformément à ce qui était un emploi courant du mot jargon en ancien et en moyen français, ont interprété celles-ci, comme celles de l'édition Levet, en termes de délinquance, d'escroquerie et de criminalité, même s'ils ne se rejoignent pas toujours ni sur le texte et la signification exacts de nombreux passages ni sur le sens à donner à ces poèmes d'accès difficile et défigurés par des lacunes ou des graphies fautives.

### Autre lecture?
Depuis 1968, date à laquelle Pierre Guiraud a cru pouvoir déceler dans le seul Jargon et jobelin de Levet une interprétation sous-jacente en termes de duperie et d'agression homosexuelles, tous les éditeurs-traducteurs de la série de Stockholm s'en sont tenus, pour celle-ci, à des variations sur la seule interprétation traditionnelle, sauf Thierry Martin (op. cit.) qui, en 1998, a privilégié, pour l'ensemble des ballades, une interprétation homosexuelle en termes de jeux érotiques, en rupture avec les descriptions des dictionnaires d'ancien et de moyen français et sans être suivi par les éditeurs-traducteurs les plus récents. Pourtant, comme le rappelait Paul Barrette en 1977 (op. cit.) à propos de l'interprétation de Guiraud, « aucune œuvre littéraire n'échappe à une interprétation érotique, si c'est vraiment ce qu'on tient à y trouver. »

### Attribution à Villon
Rien ne permet d'affirmer avec certitude que la série jargonnesque du manuscrit de Stockholm soit de Villon. De nombreux spécialistes du poète et la plupart des spécialistes du jargon ancien ont soit écarté de ses œuvres ces cinq ballades soit retenu seulement une ou deux d'entre elles et en particulier la X, dont l'envoi, de forme exceptionnelle chez Villon pour les ballades formées de huitains, semble avoir été construit pour composer son nom, mais avec un acrostiche défectueux (lettres L et O dans le même vers) contraire à la virtuosité métrique du poète.
Voici cet envoi dans la forme brute du manuscrit :

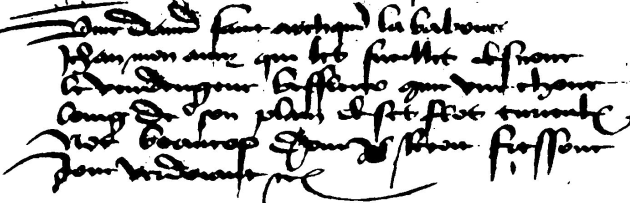
Envoi de la «Ballade en jargon» n° 10 (ms. de Stockholm)

Uiue dauid saint archquin la baboue
iehan mon amy qui les fueilles desnoue
le uendengeur beffleur comme une choue
loing de son plain de ses flos curieulx
noe beaucop dont il recoit fressoue
ionc uerdoiant etc

## Conclusion provisoire
On n'en aura sans doute jamais fini avec les nombreux problèmes posés par les ballades en jargon et cela est stimulant pour la recherche, à condition toutefois que les chercheurs soient soucieux d'une précision millimétrique (il faut en finir avec les affirmations inexactes souvent reprises d'ouvrage en ouvrage) et qu'ils commencent d'abord par se pencher plus sérieusement sur les sources disponibles, comme l'ont fait J. Rychner et A. Henry de 1974 à 1985 pour toutes les œuvres de Villon, mais ces deux spécialistes n'y ont retenu ni le Jargon et Jobelin de Levet ni le Jargon du manuscrit Fauchet...